# اسماعیللی
اسماعیللی (به لاتین: İsmayıllı) شهری در شهرستان اسماعیللی کشور جمهوری آذربایجان است. جمعیت این شهر بر اساس سرشماری سال ۱۹۸۹ میلادی، ۱۱٫۴۲۹ نفر و بر اساس سرشماری سال ۲۰۰۸ میلادی، ۱۳٫۸۰۰ بوده‌است.